# Caustogryllacris kuthyi
Caustogryllacris kuthyi är en insektsart som först beskrevs av Griffini 1909.  Caustogryllacris kuthyi ingår i släktet Caustogryllacris och familjen Gryllacrididae. Inga underarter finns listade i Catalogue of Life.